# Hashimoto Denki Kōgyō
Hashimoto Denki Kōgyō K.K. (jap. 橋本電機工業株式会社, ~ Kabushiki-gaisha, engl. Hashimoto Denki Co., Ltd.) ist ein japanischer Maschinenhersteller. Das Unternehmen ist einer der führenden Maschinenbauer für die Furnierherstellung (Furnier-Schneidemaschinen, Furnier-Zusammensetzmaschinen, Furnierfügemaschinen, Furnierklebemaschinen, Furnierpaketschneidemaschinen und Furnierschälmaschinen). Es werden aber auch Anlagen für den Fahrzeugbau hergestellt.